# Att älska så (1962)
Att älska så (engelska: A Kind of Loving) är en brittisk dramafilm från 1962 i regi av John Schlesinger.
Filmen baseras på Stan Barstows roman med samma namn.

## Utmärkelser
Filmen vann Guldbjörnen för bästa film 1962.

## Rollista i urval
- Alan Bates - Vic Brown
- June Ritchie - Ingrid Rothwell
- Thora Hird - Mrs. Rothwell
- Gwen Nelson - Mrs. Brown
- Pat Keen - Christine Harris
- Jack Smethurst - Conroy
- James Bolam - Jeff
- Michael Deacon - Les
- Leonard Rossiter - Whymper
- Fred Ferris - Althorpe
- Patsy Rowlands - Dorothy
- Annette Robertson - Phoebe
- John Ronane - ritare
- Peter Madden - registrator